# Rinnebäcksravinens naturreservat
Rinnebäcksravinens naturreservat bildades 2003 som Lunds första kommunala naturreservat. Det sträcker sig ca 700 m i nordostlig riktning från Värpinge by. Den nu sju meter djupa ravinen uppstod för ca 14 000 år sedan vid inlandsisens avsmältning när smältvatten grävde sig ner genom jordlagren. Där ravinen är som brantast kan man tydligt se jordprofilen. Överst finns moränlera, därunder stenig grus och sand och underst isälvsgrus. I bottnen meandrar Rinnebäcken innan den via en kulvert rinner ut i Höje å.
Före enskiftet 1813 användes ravinen som fägata när man drev boskap och får från byn till de gemensamma betesmarkerna i nordost. Idag hålls marken öppen genom bete av får och kor.
Den långa tidsperioden med bete har bidragit till den hagmarksflora som finns idag. Här växer bland annat mandelblom, jordtistel, gulmåra, vildapel, hagtorn och fläder.